# SZD-46 Ogar 2
SZD-46 Ogar 2 – projekt polskiego dwumiejscowego motoszybowca opracowany w Przedsiębiorstwie Doświadczalno-Produkcyjnym Szybownictwa PZL Bielsko (PDPSz PZL-Bielsko) w Bielsku-Białej.
Inżynier Tadeusz Łabuć pod koniec lat siedemdziesiątych, na bazie konstrukcji SZD-50 Puchacz, przygotował studium motoszybowca SZD-46 Ogar 2 z miejscami obok siebie oraz studium odmiany z miejscami w układzie tandem.